# Minvoul
Minvoul – miejscowość w prowincji Woleu-Ntem w departamencie Haut-Ntem w północnym Gabonie, blisko granicy z Kamerunem.